# Abu Hammad
Abu Hammad (arab. أبو حماد) – miasto w Egipcie, w muhafazie Prowincja Wschodnia. W 2006 roku liczyło 39 361 mieszkańców.